# Zabuhî, Lebedîn
Zabuhî (în ucraineană Забуги) este un sat în comuna Kaliujne din raionul Lebedîn, regiunea Sumî, Ucraina.

## Demografie
Componența lingvistică a localității Zabuhî
     Ucraineană (96,23%)
     Rusă (3,77%)
Conform recensământului din 2001, majoritatea populației localității Zabuhî era vorbitoare de ucraineană (96,23%), existând în minoritate și vorbitori de rusă (3,77%).